# Cebrio kruegeri
Cebrio kruegeri là một loài bọ cánh cứng trong họ Cebrionidae. Loài này được Pic miêu tả khoa học năm 1935.